# Wilhelm Kissel
Wilhelm Kissel (Haßloch, 22 dicembre 1885 – Überlingen, 18 luglio 1942) è stato un ingegnere tedesco, direttore e poi presidente della Benz & Cie., nonché presidente del consiglio di amministrazione della Daimler-Benz.

## Biografia
Figlio di una famiglia di addetti alle ferrovie, dopo aver conseguito la maturità, Kissel segue un periodo di apprendistato alla Benz & Cie., dove a partire dal 1º luglio del 1904 viene definitivamente assunto come corrispondente presso la Casa di Mannheim. Distinguendosi per il suo zelo, nel 1908 viene promosso direttore delle vendite, nel 1917 diventa procuratore e nel 1922 verrà nominato direttore della Benz & Cie.
Wilhelm Kissel è stato, assieme ad Hans Nibel, uno dei più convinti sostenitori della fusione tra la Benz stessa e la Daimler Motoren Gesellschaft, entrambe in difficoltà economiche dopo la fine della prima guerra mondiale. Inoltre, come se non bastasse, la Benz doveva far fronte ad una ardita operazione di speculazione borsistica avviata da Jakob Schapiro, il quale intendeva appropriarsi personalmente della Benz & Cie.
Nel 1924 divenne presidente della Benz & Cie, e tra le priorità che si impose vi fu proprio quella di annullare ogni tentativo di Schapiro. Il modo migliore era appunto quello di fondere la DMG con la Benz. Avviando le trattative tra le due aziende, nel 1925 Kissel entra a far parte anche del consiglio di amministrazione della DMG.
Quando il 1º luglio del 1926 nacque la Daimler-Benz, Schapiro tentò anche di impadronirsi delle quote della ex-DMG, ma Kissel, in collaborazione con alcuni suoi uomini fidati e con l'aiuto della Deutsche Bank, riuscì a bloccare ogni tentativo di Schapiro, il quale vide crollare il valore delle sue fette azionarie e nel 1929 venne costretto a dimettersi dal consiglio di amministrazione della Daimler-Benz.
In realtà, i primi tempi di Kissel alla Daimler-Benz non furono facili, perché i vertici di quella che era la DMG non vedevano di buon grado gli ex membri della Benz. Kissel stesso venne accompagnato alla DMG a bordo di una Benz economica e sistemato a lavorare in un piccolo ufficio. Ma dopo qualche anno, i fatti diedero ragione a Kissel, che si dimostrò una persona assai valente, tanto che divenne il presidente del consiglio di amministrazione della Daimler-Benz.
Nel 1933, Kissel ottiene la laurea ad honorem.
A metà degli anni '30, Kissel entra nel Partito Nazista e collabora alla preparazione dei primi prototipi sperimentali di quello che più tardi diverrà noto come Käfer.
Alla fine del decennio scoppia la seconda guerra mondiale: Wilhelm Kissel deve salutare il suo unico figlio che parte per il fronte. Ma quando nel 1941, il figlio di Kissel cadrà sul campo, Kissel ne avrà un tale trauma psicofisico da vedere le proprie condizioni di salute crollare improvvisamente. Morirà di infarto il 18 luglio 1942